# Éclogite

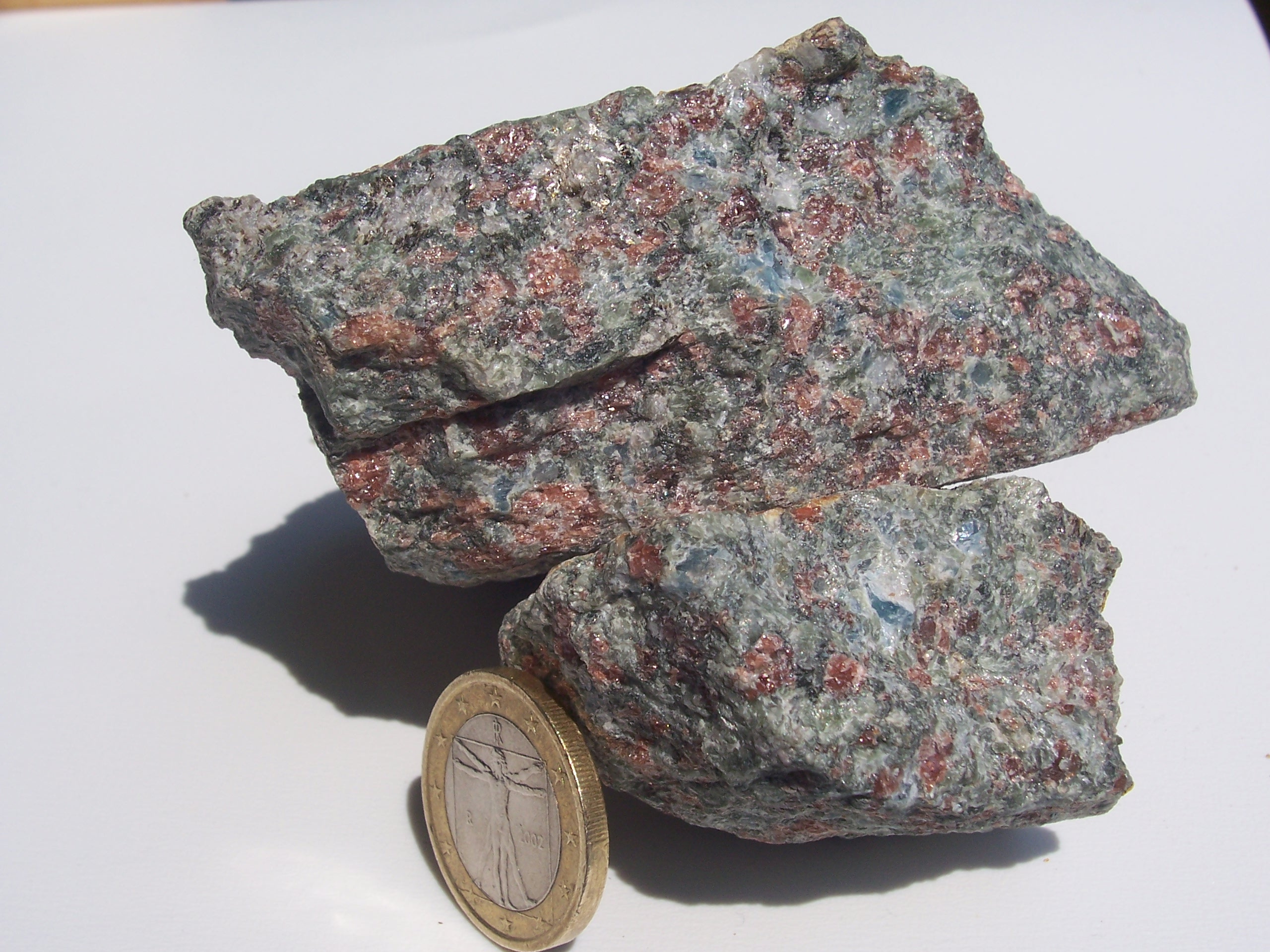
Éclogite de Norvège.

Une éclogite (terme défini par l'abbé Haüy en 1822 à partir du mot grec eklogê, choix, en référence à la sélection de minéraux qui constituent cette roche) est une roche métamorphique qui s'est formée dans le faciès éclogitique, c'est-à-dire ayant subi les conditions de pression et température de ce champ.
Historiquement, Eskola a défini les faciès métamorphiques sur des roches issues de protolithes basiques (la roche avant d'être métamorphisée contenait moins de 53 % de silice et était riche en ferro-magnésiens). Initialement, le nom d'éclogite était réservé à une roche de nature basique, mais, par abus de langage, on emploie le terme d'éclogite pour le faciès éclogitique. Ainsi une éclogite peut être acide (contenant plus de 53 % de silice) ou basique.

## Composition
Une éclogite basique est composée d'omphacite et de grenat (mélange d'almandin, de grossulaire et de pyrope). L'omphacite est une solution solide entre les deux pôles suivants : la jadéite, clinopyroxène sodique et le diopside, clinopyroxène calcique.
Une éclogite acide est composée de grenat, mica blanc assez fréquent (phengite, paragonite). Elle peut comporter aussi du talc.
Les éclogites peuvent également contenir du disthène sous forme de petites plages rosées, et du rutile sous forme de petits grains rouges vif s'il est mince ou bruns s'il est plus épais.
Au contact (éventuel) entre l'amphibole magnésienne et le disthène, il peut se former un mica très rare : la préisweirkite, dont il n'existe que huit gisements dans le monde.

## Chemin P(ression), T(empérature), t(emps)

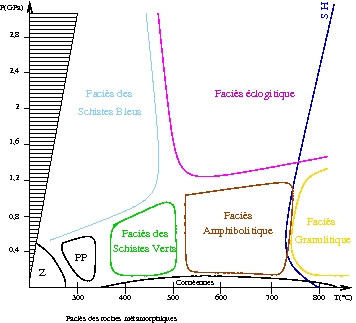
Faciès métamorphique

L'omphacite et le grenat pour l'éclogite basique, le grenat, la phengite et le talc constituent des associations de minéraux stables à des conditions P, T données qu'on appelle paragenèse. Ces associations de minéraux permettent de retracer l'histoire de la roche considérée au cours du temps.
Une roche métamorphique passe en effet par différentes conditions P, T au cours de sa formation :
- Pendant l'enfouissement, ou chemin prograde, les conditions P, T deviennent plus intenses. Les minéraux constituant la roche subductée (le plus souvent un schiste bleu) se déshydratent selon l'équation : Plagioclase + glaucophane → grenat + jadéite + eau.

Les minéraux qui se forment sont alors des minéraux très déshydratés, comme le pyroxène jadéite ou le grenat.
- Puis la roche atteint son maximum métamorphique (stade éclogitique). À ce stade, la présence de minéraux hydratés (amphiboles de type variés, par exemple) est rendue quasi impossible par les conditions P, T.

- Cependant, actuellement et en surface, on trouve un autre minéral présent sur l'éclogite basique qui est l'amphibole et qui semble s'être développé à l'interface omphacite/grenat, donc aux dépens de ces deux phases. La présence de l'amphibole montre que l'éclogite une fois formée a subi un changement de conditions P, T et s'est retrouvée dans le champ des amphibolites.

Ceci prouve que, lors de l'exhumation, la roche suit un chemin rétrograde où les conditions P, T diminuent et où les minéraux se réhydratent en périphérie, d'où la présence d'amphiboles dans certaines éclogites. Ainsi, pour cette éclogite (voir photo des éclogites de Vendée, ci-dessous), le grenat (Gt) et le clinopyroxène (Cpx) ne sont plus en équilibre, comme en témoigne la couronne noire autour du grenat. Cette bordure noire est constituée de hornblende (Hbl) et de plagioclase (Pl), conséquence de la déstabilisation de l'assemblage Gt + Cpx lors de la remontée de la roche (réaction : Gt + Cpx + Quartz = Hbl + Pl). Le Cpx est en réalité constitué de Cpx + Pl. Ce dernier résulte de la déstabilisation de l'omphacite selon l'équation : Omphacite = Cpx + Pl.

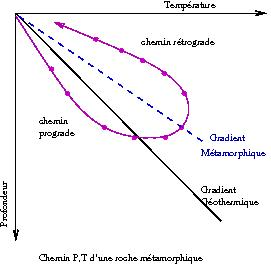
Chemin P, T d'une roche métamorphique

## Précisions quant aux données P, T, t
- Les roches sont de mauvais conducteurs de chaleur. De ce fait les gradients géothermique et métamorphique ne sont pas les mêmes.
- En général, le chemin rétrograde est mieux conservé que le chemin prograde.
- Le temps (par exemple le maximum d'enfouissement) est estimé par radiochronologie. On peut utiliser le couple 87Rb / 87Sr ou la méthode Ar-Ar.

## Signification géologique

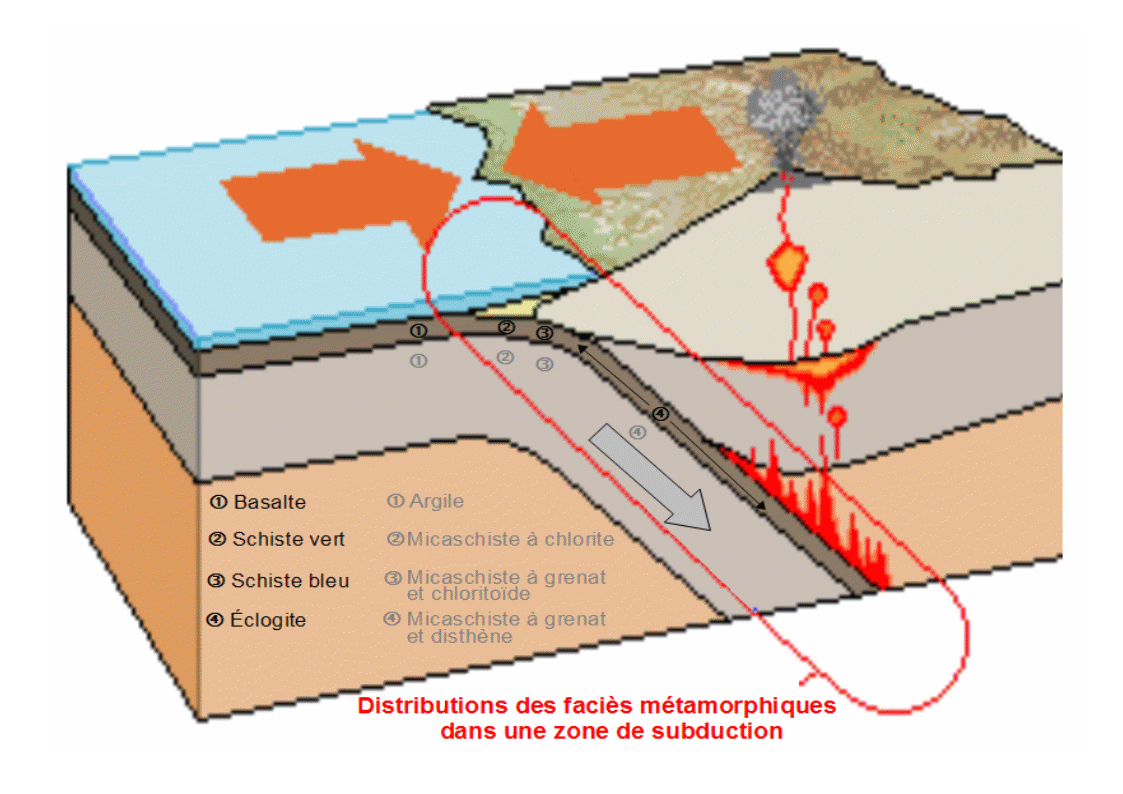
Faciès éclogitique dans une zone de subduction.

Les éclogites sont caractéristiques d'un gradient métamorphique haute pression, moyenne à haute température. Leur présence indique une zone de subduction ou d'une paléo-subduction. On les retrouve en général dans les zones à schiste bleu.

## Gisements
On trouve des éclogites dans les Alpes italiennes (Dora Maira), au Japon, dans l'Himalaya au Pakistan, et en Inde, et en Chine. Il y a aussi des reliques d'éclogites dans le Massif central et le Massif armoricain, en France.
Les éclogites se rencontrent en petites masses ou en lentilles à l'intérieur d'autres roches métamorphiques ou dans des remontées de laves.
Une importante carrière d'éclogite est située à « La Gerbaudière », Saint-Philbert-de-Bouaine, en Vendée, France. Cette éclogite, comme l'ensemble des éclogites de Vendée, s'est formée à très
haute pression (15-20 kbar) donc à grande profondeur (plus de 50 km), il y a quelque 440 millions d’années, à l'Ordovicien. Elle est lentement exhumée au Carbonifère par le jeu combiné de la tectonique et de l’érosion.

## Utilisation
Du fait de sa dureté, l'éclogite a servi pour la fabrication de hache polie au Néolithique. L'éclogite est exploitée dans les Alpes du Sud dès le début du Néolithique au VIe millénaire av. J.-C., avant de connaître une augmentation de son extraction au Ve millénaire av. J.-C.. Durant trois millénaires, elle sert à fabriquer de longues lames de hache dont l'usage était sans doute cérémoniel étant donné leur manque d'ergonomie. La pierre est débitée par percussion puis finement polie. On retrouve de telles lames sur toute l'Europe de l'Ouest, des Pyrénées à l'Écosse, l'Irlande, et le Danemark mais pas en Europe Centrale (à l'exception de la Thuringe), qui ne fait pas partie de la culture archéologique des mégalithes.
Les roches massives de la carrière « La Gerbaudière » sont utilisées pour les granulats en raison de sa bonne résistance à l'usure, et accessoirement pour les enrochement en raison de sa densité élevée (3,3).
Elle est aussi utilisée comme pierre ornementale.

## Galerie

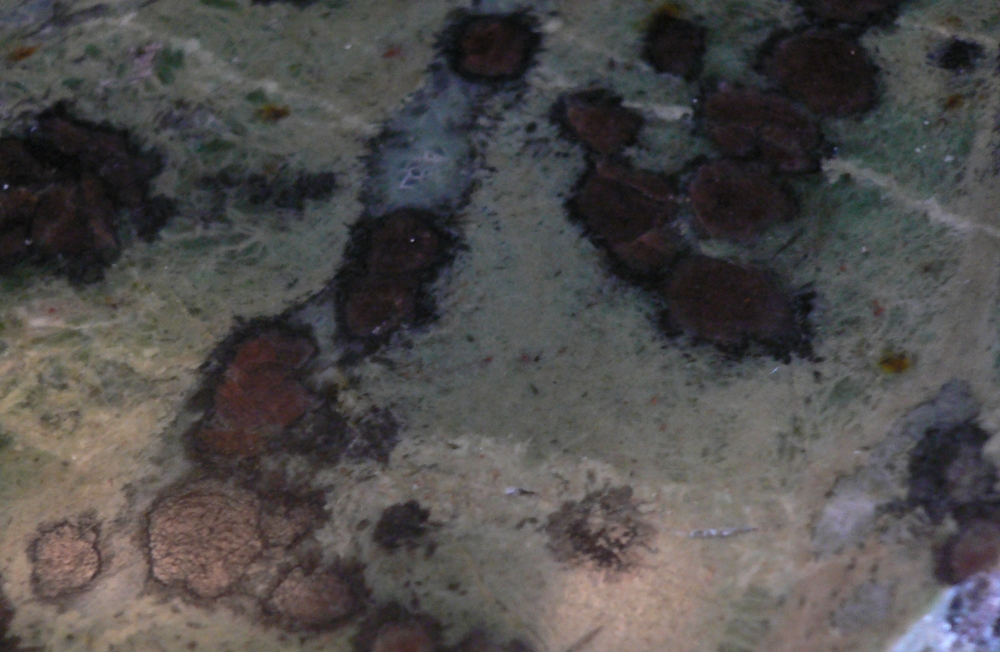
Éclogite basique
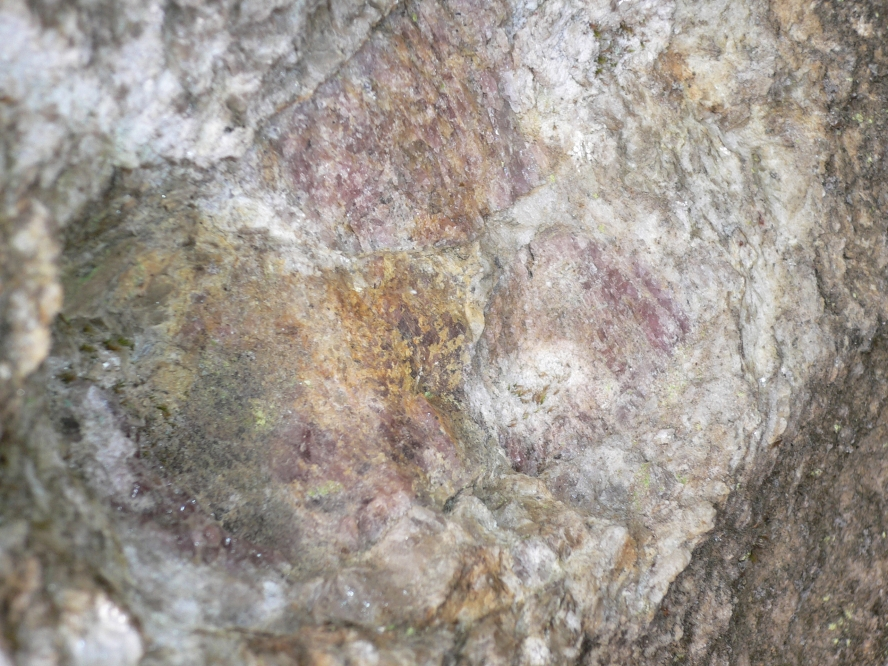
Éclogite acide
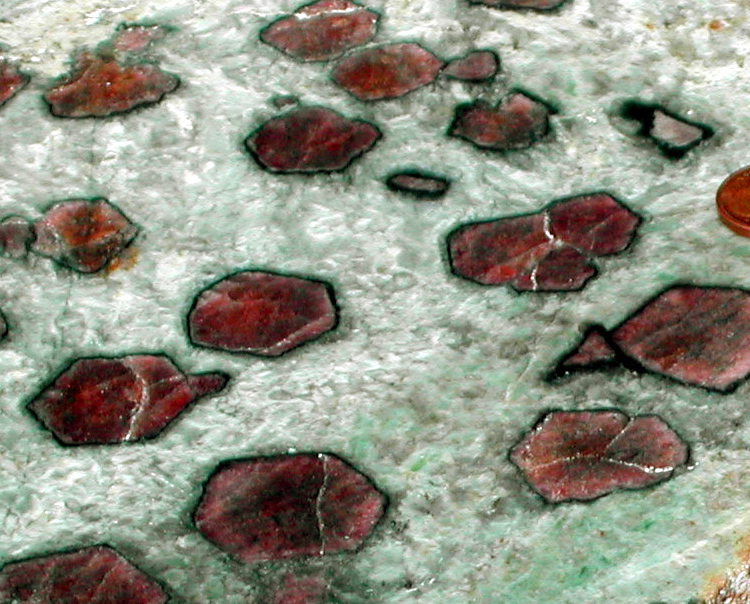
Éclogite de la Compointrie, Loire-Atlantique (France)
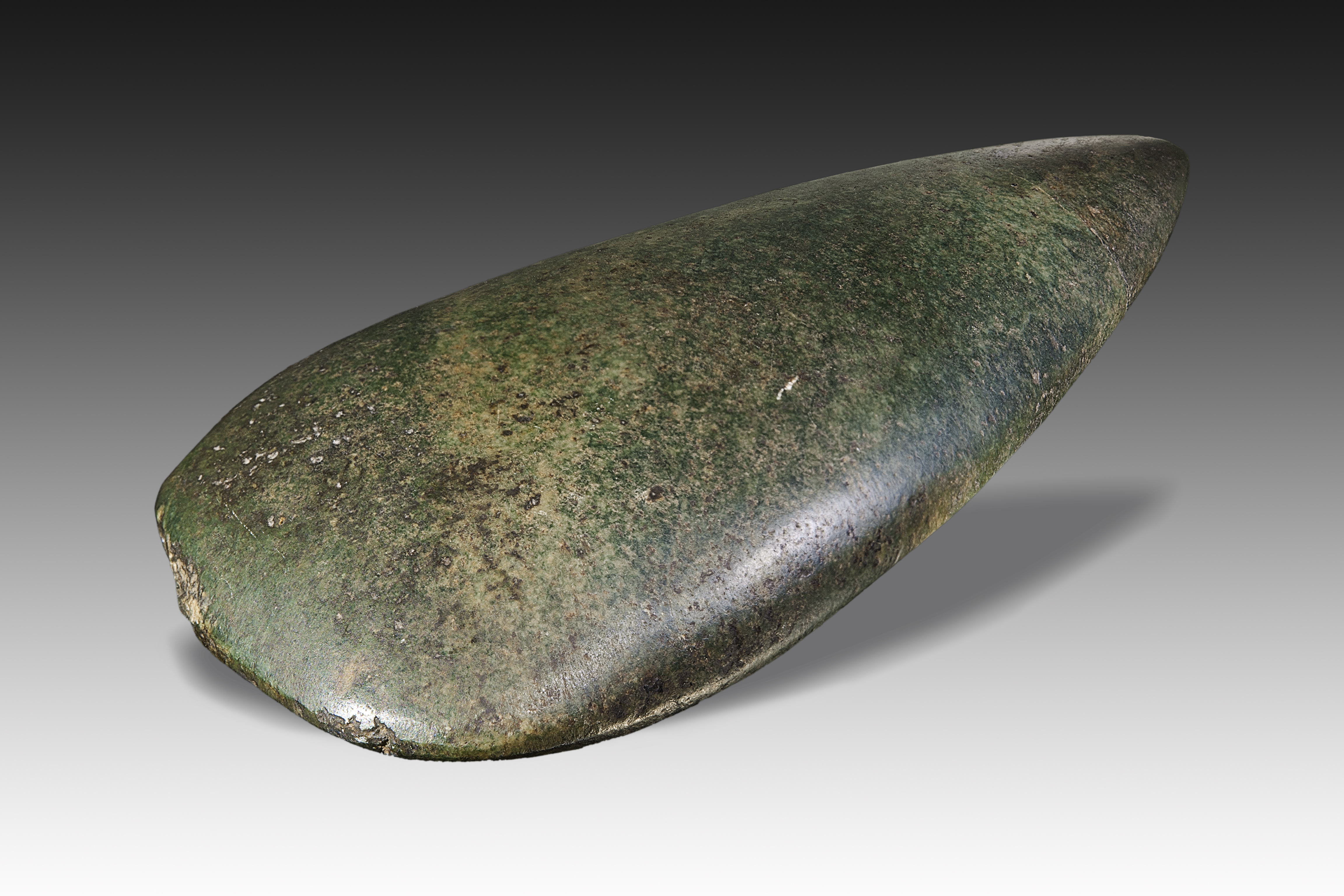
Hache néolithique en éclogite - Muséum de Toulouse